# Trienopa typica
Trienopa typica är en insektsart som först beskrevs av William Lucas Distant 1909.  Trienopa typica ingår i släktet Trienopa och familjen sköldstritar. Inga underarter finns listade i Catalogue of Life.